# São José do Rio Preto (microregio)
São José do Rio Preto is een van de 63 microregio's van de Braziliaanse deelstaat São Paulo. Zij ligt in de mesoregio São José do Rio Preto en grenst aan de microregio's Votuporanga, Nhandeara, Birigui, Lins, Novo Horizonte, Catanduva, Barretos en Frutal (MG). De microregio heeft een oppervlakte van ca. 10.397 km². In 2006 werd het inwoneraantal geschat op 760.615.
Negenentwintig gemeenten behoren tot deze microregio:
- Adolfo
- Altair
- Bady Bassitt
- Bálsamo
- Cedral
- Guapiaçu
- Guaraci
- Ibirá
- Icém
- Ipiguá
- Jaci
- José Bonifácio
- Mendonça
- Mirassol
- Mirassolândia
- Nova Aliança
- Nova Granada
- Olímpia
- Onda Verde
- Orindiúva
- Palestina
- Paulo de Faria
- Planalto
- Potirendaba
- São José do Rio Preto
- Tanabi
- Ubarana
- Uchoa
- Zacarias

Mesoregio's: Araçatuba · Araraquara · Assis · Bauru · Campinas · Itapetininga · Litoral Sul Paulista · Macro Metropolitana Paulista · Marília · Metropolitana de São Paulo · Piracicaba · Presidente Prudente · Ribeirão Preto · São José do Rio Preto · Vale do Paraíba Paulista

Microregio's: Adamantina · Amparo · Andradina · Araçatuba · Araraquara · Assis · Auriflama · Avaré · Bananal · Barretos · Batatais · Bauru · Birigui · Botucatu · Bragança Paulista · Campinas · Campos do Jordão · Capão Bonito · Caraguatatuba · Catanduva · Dracena · Fernandópolis · Franca · Franco da Rocha · Guaratinguetá · Guarulhos · Itanhaém · Itapecerica da Serra · Itapetininga · Itapeva · Ituverava · Jaboticabal · Jales · Jaú · Jundiaí · Limeira · Lins · Marília · Mogi das Cruzes · Mogi-Mirim · Nhandeara · Novo Horizonte · Osasco · Ourinhos · Paraibuna e Paraitinga · Piedade · Piracicaba · Pirassununga · Presidente Prudente · Registro · Ribeirão Preto · Rio Claro · Santos · São Carlos · São João da Boa Vista · São Joaquim da Barra · São José do Rio Preto · São José dos Campos · São Paulo · Sorocaba · Tatuí · Tupã · Votuporanga